# Albert Ferrer i Llopis
|  | «Albert Ferrer» redirigeix aquí. Vegeu-ne altres significats a «Albert Ferrer (cantant)». |

Albert Ferrer i Llopis (Barcelona, 6 de juny de 1970), també conegut com a Txapi Ferrer, és un exfutbolista català, que jugava de lateral dret, i posteriorment ha fet d'entrenador de futbol. Va debutar com a entrenador l'octubre de 2010 amb el SBV Vitesse neerlandès.
Havent representat el FC Barcelona durant gairebé una dècada, va jugar amb el Chelsea FC d'Anglaterra fins a la seva retirada. Durant la seva etapa al Barça va rebre el sobrenom de "Txapi" i va disputar un total de 221 partits de La Liga en nou temporades.
Internacional amb la selecció espanyola en més de 30 ocasions, Ferrer va representar-la en dues Copes del Món de futbol i als Jocs Olímpics de 1992, on va guanyar aquest últim torneig.

## Trajectòria

### Com a jugador
Va néixer a Barcelona el 6 de juny del 1970. Jugava a la posició de lateral dret, i era un marcador contundent. S'inicià al futbol base del FC Barcelona, club on posteriorment jugà durant vuit temporades al primer equip. Va començar la seva carrera com a sènior amb el FC Barcelona B, i després va jugar cedit al CD Tenerife a la temporada 1989-90, club amb el qual va debutar a la La Liga als 19 anys.
Ferrer va tornar al primer equip del FC Barcelona l'estiu següent i es va convertir en el lateral dret titular. romanent com a tal els vuit anys següents, durant els quals va marcar un gol a la lliga. Sovint feia de company d'un altre jove del planter, Sergi Barjuán, a ambdues bandes defensives.
Ferrer fou un membre destacat del Dream Team de Johan Cruyff. Fou titular a la final de la Copa d'Europa de 1992 que el Barça va guanyar a l'Estadi de Wembley de Londres el 20 de maig de 1992, la primera Copa d'Europa del Barça i un partit que marcaria la història del club.
A banda de la Copa d'Europa del 1992, al Barça també fou campió de la Recopa el 1997 i cinc cops campió de Lliga, i acabà la seva carrera al club amb 301 partits disputats, quan va deixar el club el 1998, com altres històrics entre els quals Guillermo Amor, després de l'arribada al club de Louis Van Gaal com a entrenador.
Posteriorment jugà al Chelsea FC londinenc. Fou 1 cop internacional amb la selecció catalana de futbol i 36 amb l'espanyola (1991-1999), amb la qual participà en els Jocs Olímpics de Barcelona 1992 (on fou medalla d'or), a les Copes del Món de futbol de 1994 i 1998, i a l'Eurocopa de futbol de 1992. Un cop retirat ha fet de comentarista esportiu de televisió a TV3 i La Sexta.

### Com a entrenador
Va debutar com a entrenador l'octubre de 2010 amb el SBV Vitesse. Posteriorment entrenaria al Córdoba CF, equip amb el qual la temporada 2013-2014 va assolir l'ascens a la primera divisió, un resultat extraordinari, ja que havia estat fitxat d'emergència pel Còrdova per redreçar una crisi de resultats que acostava l'equip a la cua de la classificació, però Ferrer en cinc mesos va aconseguir el miracle de pujar l'equip a Primera, 42 anys després.
La temporada 2014-15 Ferrer va començar-la amb el Còrdova, però els mals resultats de l'equip, amb quatre derrotes i quatre empats, van provocar que la direcció del conjunt andalús decidís destituir-lo el 20 d'octubre de 2014. Aquest fet va convertir l'entrenador català en el primer a ser cessat del seu càrrec en Primera divisió aquella temporada. Aquell mateix dia, l'entrenador serbi Miroslav Đukić fou nomenat com el seu successor.
El 20 de juny de 2015 fou presentat com a nou entrenador del RCD Mallorca per a la temporada 2015-16, prenent així el relleu de Miquel Soler al capdavant del conjunt balear.

## Palmarès

### Com a jugador

#### Club
Barcelona
- Copa d'Europa (1): 1991–92
- Recopa d'Europa (1): 1996–97
- Supercopa d'Europa (2): 1992, 1997

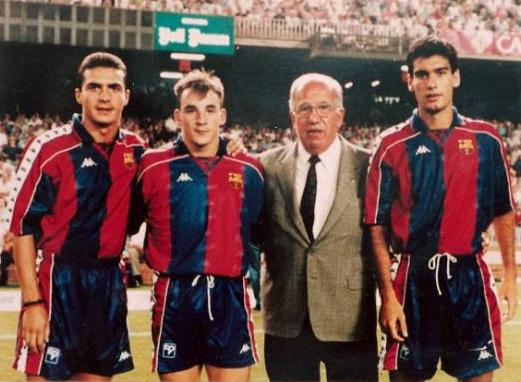
D'esquerra a dreta, Amor, Ferrer, Mussons i Guardiola.

- Lliga espanyola (5): 1990–91, 1991–92, 1992–93, 1993–94, 1997–98
- Copa del Rei (2): 1996–97, 1997–98
- Supercopa d'Espanya (4): 1991, 1992, 1994, 1996

Chelsea
- Supercopa d'Europa (1): 1998
- FA Cup (1): 1999–2000
- FA Community Shield (1): 2000
- Premi al jugador revelació de la Premier amb el Chelsea la temporada 1999-2000

#### Selecció
- Jocs Olímpics d'Estiu: 1992